# بوئن ینگ
بوئن ینگ (چینی: 杨伯文؛ زادهٔ ۶ نوامبر ۱۹۹۰) هنرپیشه اهل ایالات متحده آمریکا است. وی به بازیگران پخش زنده شنبه شب در فصل ۴۵م اضافه شد که وی را اولین چینی آمریکایی، سومین مرد علناً همجنس‌گرا و چهارمین آسیایی آمریکایی تبدیل می‌کند که در این برنامه بازیگری می‌کند.
ویدئوهای لب‌زنی وی در توییتر‌ باعث شهرتش شدند.